# Bo Pelini
Mark Anthony Pelini, dit Bo Pelini, né le 13 décembre 1967, est l'actuel coordinateur défensif en entraîneur des linebackers de l'équipe de football américain des Tigers de LSU représentants l'Université d'État de Louisiane au sein de la NCAA Division I FBS. 
Il a auparavant officié comme entraîneur principal des Penguins de Youngstown State (en) de 2015 à 2019, des Cornhuskers du Nebraska de décembre 2007 à novembre 2014 après en avoir été le coordinateur défensif, rôle qu'il avait déjà tenu tout d'abord chez les Tigers de LSU et ensuite chez les Sooners de l'Oklahoma.

## Carrière de joueur
Pelini grandi dans l'Ohio à Youngstown, un ancien centre de production d'acier à forte tradition sportive. Il a été surnommé "Bo" comme l'ancien running back des Browns de Cleveland, Bo Scott. Après avoir été diplômé de Youngstown Cardinal Mooney High School (la même haute école que Bob Stoops, entraîneur principal des Sooners de l'Oklahoma), il a joué de 1987 à 1990 comme free savety pour les Buckeyes de l'université d'Ohio State et ce sous les ordres des entraîneurs principaux, tous deux membres du College Football hall of Fame, Earle Bruce et John Cooper. Pelini fut nommé co-capitaine de l'équipe dans son année senior, en compagnie de Vinnie Clark, Jeff Graham et Greg Frey. Il a obtenu son baccalauréat en sciences en administration des affaires à l'Ohio State College of Business en décembre de 1990.[3]

## Carrière d’entraîneur
Après sa carrière de joueur, Pelini commence en 1991 sa carrière d'entraîneur à l'Université de l'Iowa comme assistant d'études supérieures pour les Hawkeyes de l'Iowa sous les ordres du coach principal Hayden Fry. Pendant cette période, il obtient son diplôme de maîtrise en administration des sports de l'Université de l'Ohio en 1992. En 1993, il devient pendant un an l'entraîneur des quarterbacks de Cardinal Mooney High School de Youngstown. La saison terminée, Pelini est brièvement employé comme entraîneur des linebackers des Detroit Drive en Arena Football League.
En 1994, Pelini fait sa première apparition en NFL quand il a été embauché comme assistant visionneur par l'entraîneur-chef des San Francisco 49ers, George Seifer. Il est rapidement promu entraîneur assistant en second, et au printemps 1994, il est à nouveau promu entraîneur principal des defensive backs. Il remporte à ce poste, en 1995, son premier Super Bowl lorsque les 49ers battent les Chargers de San Diego 49 à 26 lors du Super Bowl XXIX.
En 1997, Pelini est embauché par Pete Carroll, coach principal des New England Patriots, à nouveau comme entraîneur des defensive backs. Il aide les Patriots à atteindre les playoffs à deux reprises au cours de ses trois années là-bas.
En 2000, Pelini devient l'entraîneur des linebackers des Packers de Green Bay sous les ordres de l'entraîneur principal Mike Sherman. Green Bay affiche avec Pelini, un bilan de 33 victoires pour 15 défaites et atteint les playoffs à deux reprises en trois années.
Pelini retrouve les rangs universitaires en 2003 quand il a été embauché comme coordonnateur défensif pour les Nebraska Cornhuskers par l'entraîneur principal Frank Solich. En 2002, la saison avant son embauche, la défense de Cornhuskers avait été classé 55e de la NCAA. Dans sa première année, il fait passer sa défense à la 11e place. En fin de saison régulière, malgré un bilan de 9 victoires pour 3 défaites, Solich est congédié par le nouveau directeur sportif de Nebraska Steve Pederson. Pelini est nommé entraîneur principal par intérim et fait participer les Cornhuskers à l'Alamo Bowl 2003 qu'il remporte 17 à 3 contre les Michigan State Spartans. Pelini est un instant pressenti pour le poste d'entraîneur principal de Nebraska, mais Pederson décide finalement d'embaucher Bill Callahan, lequel venait d'être viré des Raiders d'Oakland après une saison décevante (4 victoires pour 12 défaites).
L'année suivante, la défense de Nebraska retombe à la 56e place à l'échelle nationale NCAA.
En 2004, Pelini rejoint les Oklahoma Sooners en tant que co-coordinateur défensif sous les ordres de l'entraîneur-chef Bob Stoops. Il aide la défense des Sooners à devenir la 6e meilleure défense NCAA contre la course et la 11e meilleur défense NCAA au nombre de points inscrits. Ils deviennent champions 2004 de la Big 12 Conference et jouent la finale nationale (le BCS national Championship Game 2005) qu'ils perdent 55 à 19 contre les USC Trojans.
En 2005, Pelini a été embauché par l'entraîneur principal Les Miles des LSU Tigers, encore une fois comme coordonnateur défensif. Et toujours avec autant de succès puisque la défense de LSU sera classe 3e meilleure défense globale au cours des 3 années qu'il passera avec les Tigres. À la fin de la saison régulière 2007, les Tigers de LSU battent 21 à 14 les Volunteers du Tennessee lors du match de championnat désignant le champion 2007 de la Conférence SEC. Ils remportent ensuite la finale nationale 2008 (le BCS National Championship Game 2008) 38 à 24 contre les Ohio State Buckeyes, l'alma mater de Pelini,.
Au cours de la saison 2007, le chancelier Harvey Perlman de Nebraska vire le directeur sportif Steve Pederson. Il nomme Tom Osborne l'ancien entraîneur principal Cornhuskers en tant que Directeur Sportif intérimaire. Le lendemain du dernier match de la saison (défaite 65 à 51 contre les Buffaloes du Colorado et un mauvais bilan de 5 victoires pour 7 défaites) , Osborne remercie Bill Callahan et annonce que l'équipe se met tout de suite à la recherche d'un nouvel entraîneur principal. Après 9 jours de recherches, Pelini est choisi au détriment entre autres de Turner Gill (entraîneur des Bulls de Buffalo) et de Jim Grobe (entraineur des Demon Deacons de Wake Forest.

### Saison 2008
Nebraska commence sa saison par trois victoires consécutives (contre les Western Michigan Broncos, San Jose State Spartans et New Mexico State Aggies). L'arrivée de Bo Pelini confirme un regain d'intérêt et d'optimisme pour l'équipe de football américain de Nebraska, comme en témoigne l'augmentation des abonnements au Pay-Per View pour cette équipe.
Nebraska perd un match très serré contre les Hokies de Virginia Tech et, la semaine suivante, subi la pire défaite à domicile de son histoire contre les Tigers du Missouri 52 à 17. Le premier match en déplacement de la saison se solde également par une défaite contre les Red Raiders de Texas Tech en prolongation. L'équipe enchaîne ensuite une victoire en déplacement chez les Cyclones d'Iowa State et une victoire à la maison contre les Bears de Baylor. Les Huskers de PELINI perdent ensuite en déplacement 62 à 28 contre les Sooners de l'Oklahoma après avoir été menés 35 à rien. À la mi-temps, le score était de 49-14. Ce match était la première rencontre entre Pelini et coach Bob Stoops avec qui il avait travaillé comme coordonnateur défensif chez les Sooners en 2004. Ce match est également celui où furent encaissés par Nebraska en un seul quart-temps le plus grand nombre de points.
Le 8 novembre, PELINI gagne contre les Jayhawks du Kansas et son équipe devient éligible pour un bowl (9 victoires contre 4 défaites). La saison se termine par une victoire 26 à 21 contre les Tigers de Clemson lors du Gator Bowl 2009, joué seulement quelques jours après l'enterrement de son père dans l'Ohio.
La bilan de la saison régulière 2008 de Pelini (9-4) était le plus élevé parmi les 28 équipes de Division I FBS ayant engagé un nouvel entraîneur principal avec un nouveau personnel. Cette performance est récompensée en mars 2009, lorsque son salaire passe de 1,1 à 1,8 million de dollars. Pelini est alors re-signé jusqu'en février 2014.

### Saison 2009
Les attentes étaient élevées à l'aube de la saison 2009 pour les Cornhuskers. Même s'il fallait remplacer le QB Joe Ganz et l'ensemble des receveurs de l'équipe, Nebraska espérait pouvoir jouer un rôle dans la division Nord de la Big 12. Nebraska était classées 24e en pré-saison par l'AP ce qui n'était plus arrivé depuis 2007. Nebraska espérait beaucoup de son running back Roy Helu et de son plaqueur défensif Ndamukong Suh pour les saisons à venir. Malheureusement, avant que la saison ne débute, Pelini va devoir jouer sans son deuxième meilleur RB, Quentin Castille. Cette absence forcée provoque l'émergence pendant le camp d'automne du freshman running back Rex Burkhead.
Pelini conduit son équipe vers la finale de Big 12 Conference contre les no 3, les Longhorns du Texas. Texas, dirigée par le QB Colt McCoy, est donné largement favoris par rapport aux Huskers classés 21e. Malgré la défaite, ce match permet de mettre en avant la performance de Ndamukong Suh. Le All-American y réussi 4 1/2 sacks et 12 tacles (plaqués), dont 7 réalisés derrière la ligne de scrimmage. Après cette performance, Suh est invité à la cérémonie du trophée Heisman 2009, où il termine 4e. Suh a progressé grâce à son entraîneur Pelini, finissant la saison 2009 avec 85 tacles (plaqués), 12 sacks, 24 tacles (plaqués) entraînant une perte de terrain adverse, 10 passes déviées, 3 blocs de coups de pied, 1 interception et 1 fumble forcé. Suh remportera pratiquement tous les prix d'après-saison réservés aux joueurs défensifs, y compris le prix Lombardi, le trophée Outland, l'award Chuck Bednarik, le trophée Bronko Nagurski, et le trophée Bill Willis. Suh est le 2e joueur de Pelini à gagner les trophées Outland et Lombardi après Glenn Dorsey.
Nebraska termine la saison avec une victoire, 33 à rien, contre les Wildcats de l'Arizona dans le Holiday Bowl 2009. Après le match, Pelini déclare aux fans : "Nebraska est de retour et nous sommes ici pour rester!". Cette victoire est la première des 45 bowls joués où Nebraska n'encaissera aucun point, et c'est également la 1re fois de l'histoire du Holiday Bowl que cela arrive. Le classement final de Nebraska, selon l'AP Pool et le Coaches's Poool, sera la 14e place, la meilleure place depuis 2001. Sous Pelini, Nebraska termine 1re défense de la NCAA (depuis 1984 et 2003) au niveau des points inscrits (par la défense) et au niveau de l'efficacité de cette défense.

### Saison 2010
Après une fin de saison 2009 moyenne, (défaite lors de la finale de conférence de la Big 12 et victoire lors de l'Holiday Bowl), les Cornhuskers de Bo Pelini sont classés 8e équipe au classement de pré-saison 2010 de l'AP. Avant de changer de conférence en 2011 (vers la Big Ten), Nebraska était attendue par plusieurs analystes sportifs qui les voyaient concourir pour le titre de la Big 12. Après deux défaites très décevantes l'une chez les Longhorns du Texas, l'autre chez les Aggies de Texas A&M, les Cornhuskers chutent à la 15e place au classement de l'AP poll avant de jouer le dernier match de saison régulière. Ils perdent ainsi tout espoir de jouer la finale nationale mais remportent néanmoins le titre de la Division Nord de la Big 12 en battant les Buffaloes du Colorado. En finale de conférence Big 12, Nebraska encaisse quatre turnovers alors qu'ils menaient pourtant 17 à rien dans le second quart-temps. Le match se termine sur une défaite 23 à 20 face aux Sooners de l'Oklahoma, champions de la Division Sud de la Big 12. Terminant classés 18e du classement du BCS et 5e global de la Conférence Big 12 (derrière Oklahoma, Missouri, Oklahoma State et Texas A&M), Nebraska participe à l'Holiday Bowl 2010, qu'il perd 19 à 7 face aux Huskies de Washington. Il est à signaler qu'en saison régulière, soit 3 mois auparavant, les Cornhuskers avaient battus les Huskies de 35 points (56-21) à Seattle.

### Saison 2011
Après une fin de saison 2010 décevante, Nebraska débute en fanfare sa saison par 4 victoires (contre Chattanooga, Fresno State, Washington et Wyoming). Leur 1er match de Big Ten Conference, Nebraska est battu par les Badgers du Wisconsin. Les Cornhuskers tiennent bon jusqu'à 4 minutes de la fin du 2e quart-temps, (14 partout), mais l'attaque de Wisconsin prend le dessus en 2e période gagnant finalement le match 48 à 17. Nebraska remporte ensuite ses trois matchs (dont une remontée de 21 points en 2e période contre Ohio State - la plus grande remontée dans l'histoire de l'école - et une victoire 24 à 3 contre les #9 de Michigan State. Après cette série de victoires, ils perdent contre les non classés de Wildcats de Northwestern à la suite de 2 fumbles. Ensuite vient le match décisif contre les n ° 12 de Penn State. Lors de la semaine précédant le match éclate l'affaire Joe Paterno, entraîneur de Penn State, lequel est accusé d'abus sexuels au sein de l'école. Celui-ci est congédié. Une prière a lieu avant le match entre les deux équipes à la suite d'une demande de l'entraîneur des RB de Nebraska (Ron Brown). Les Cornhuskers gagnent le match 17 à 14. Ils sont invités à jouer le 2 janvier 2012, le Capital One Bowl 2012 qu'ils perdent 13 à 30 contre les Gamecocks de la Caroline du Sud.

### Saison 2012
Les Cornhuskers commencent la saison 2012 classé #17 dans le classement AP. Après une défaite contre les Bruins d'UCLA, Nebraska enchaîne les victoires en saison régulière à l'exception du match perdu 38 à 63 contre les champions de la Big Ten, les Buckeyes d'Ohio State. Avec un bilan final en division Legends de la Big 10 de 7 victoires pour 1 défaite, les Cornhuskers sont sacrés champions de leur division. Ils participent de facto à leur premier match de finale de conférence Big 10. Ohio State et Penn State étant inéligibles pour un bowl d'après-saison, ils y rencontrent donc les Badgers du Wisconsin. Ils sont battus 31 à 70 et n'ont jamais mené au cours du match. Ils sont donc ensuite convié à jouer le Capital One Bowl 2013 (2e apparition consécutive) mais sont battus 31 à 45 par les Bulldogs de la Géorgie (co-champions de la SEC East).

### Saison 2013
Les Cornhuskers sont classés #18 en pré-saison dans le classement AP. Après une défaite contre les Bruins d'UCLA, Nebraska se voit privé de son QB Taylor Martinez à la suite d'une blessure. Il sera le premier blessé d'une longue série lors de cette saison. Après de nouvelles défaites contre les Golden Gophers du Minnesota, les Spartans de Michigan State et les Hawkeyes de l'Iowa, ils terminent la saison régulière avec un bilan de 8 victoires pour 4 défaites. Ils participent au Gator Bowl 2013 qu'ils remportent 24 à 19 contre les Bulldogs de la Géorgie, qui était de facto une revanche du Gator Bowl 2012.
Le bilan final de 9 victoires pour 4 défaites est la 6e saison consécutive de Bo Pelini avec 9 victoires ou plus.
Nebraska termine classée #25 dans le classement des entraineurs (Coaches'poll) mais n'est pas classée dans celui de l'AP.

### Saison 2014

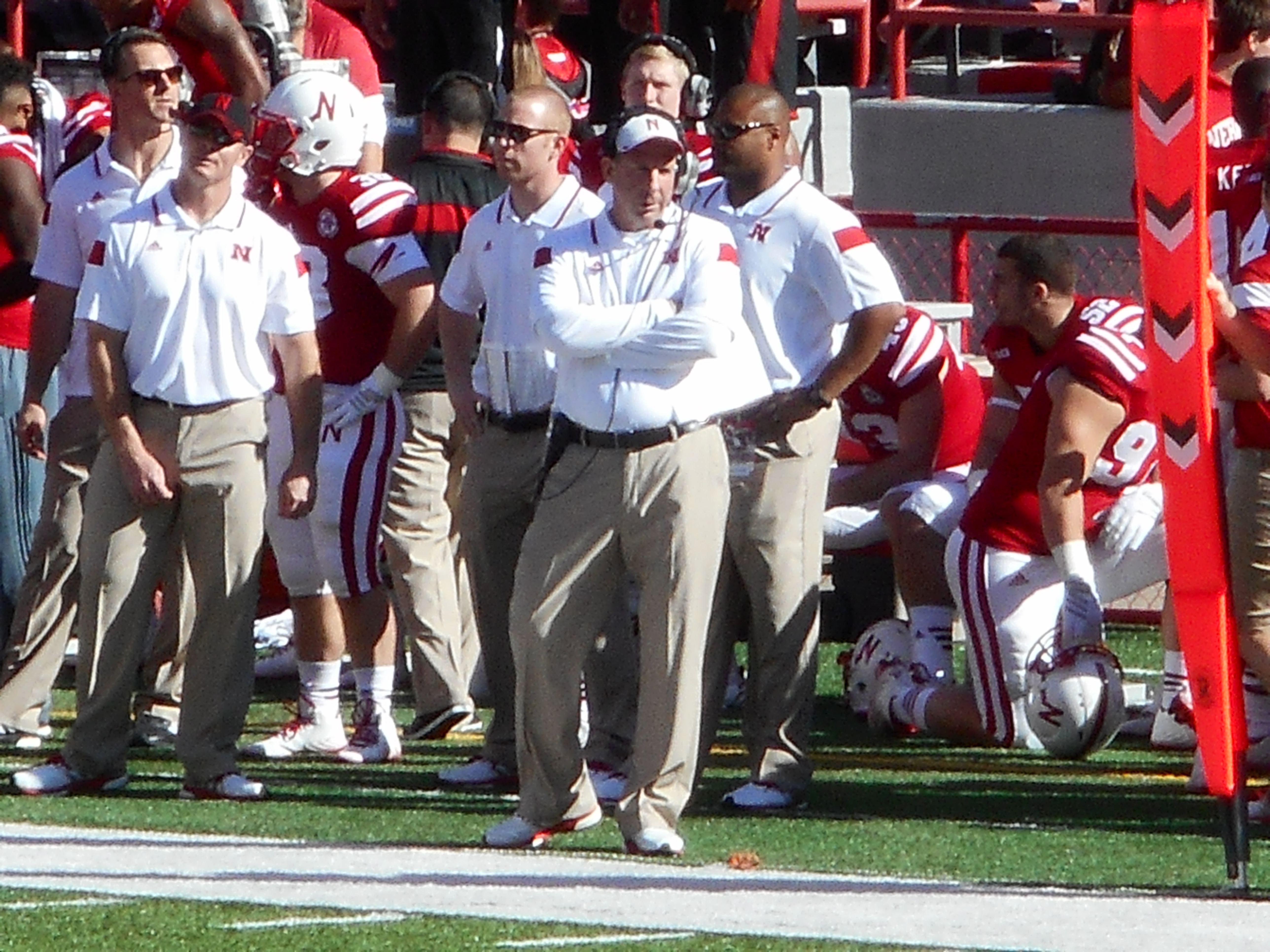
Bo Pelini bras croisés
(Match Nebraska-Rutgers en 2014)

Les Cornhuskers sont considérés comme équipe #22 au classement de pré-saison de l'AP et des entraîneurs (Coaches'Poll). Ils terminent 2e de la Division Ouest de la Big Ten avec un bilan de 9 victoires pour 3 défaites. Ils sont classés # 25 en toute fin de saison.

### Licenciement
Le 30 novembre 2014, après la fin de saison, Pelini est congédié avec effet immédiat par le directeur du programme de Nebraska, Shawn Eichorst. Selon son contrat, l'université est contrainte de payer 7 650 000 $ de salaire à Pelini après son licenciement sous la forme d'un salaire mensuel de 150 000 dollars (pour les 51 prochains mois),.
Pelini quitte le programme de football Nebraska avec un bilan de 67 victoires pour 27 défaites. Il a remporté chaque saison au moins 9 matchs.
Malgré ce bilan, Nebraska n'a jamais gagné un titre de conférence sous Pelini. Eichorst a déclaré lors d'une conférence de presse que, bien que de nombreux matchs aient été gagnés, ces victoires ne remplaçaient pas celles qui comptaient le plus, et que Pelini n'avait pas remporté de victoires significatives malgré les moyens et le temps mis à sa disposition. Barney Coton est alors nommé entraîneur-chef par intérim, et est chargé de préparer l'équipe pour l'Holiday Bowl 2014 qu'ils perdent 42 à 45 contre les Trojans d'USC.

### Youngstown State (2015-2019)
En janvier 2015, Bo Pelini est engagé pour la saison 2015 par les Pinguins de l'Université État de Youngstown laquelle joue en NCAA Division I Football Championship Subdivision (anciennement connue comme la Division I-AA) dans la Missouri Valley Football Conference.
Le bilan de la saison 2015 est de 5 victoires pour 6 défaites mais la saison 2016 sera nettement meilleure avec 12 victoires pour 4 défaites. L'équipe perd contre James Madison la finale 2016 du championnat de NCAA Division I FCS sur le score de 28 à 14. Ils doivent leur qualification pour cette finale grâce à une des plus belles réceptions de l'histoire du football universitaire. Lors de la demi-finale chez Eastern Washington, WR Kevi Rader inscrit le touchdown de la victoire alors qu'il ne reste plus qu'une seconde à jouer. Il réceptionne la passe lancée par son quarterback Hunter Wells, bloquant le ballon dans le dos de son adversaire tout en gardant le contrôle du ballon sans que celui-ci ne tombe au sol.
Les trois saisons suivantes se terminent sur des bilans mitigés : 6–5, 4–7 et 6–6.
Après la fin de saison 2019, Pelini affiche un bilan global à Youngstown State de 33 victoires pour 28 défaites, une apparition en playoffs.

### Retour à LSU (2020)
Le 27 janvier 2020, Pelini remplace Dave Aranda au poste de coordinateur défensif des Tigers de LSU.

## Statistiques comme entraîneur principal
| Années                                                                  | Équipes                | Stat. Globales | Stat. Conférence | Classement                | Bowl/PlayOffs    | # Coache's | # AP  | # CFP |
| ----------------------------------------------------------------------- | ---------------------- | -------------- | ---------------- | ------------------------- | ---------------- | ---------- | ----- | ----- |
| Nebraska Cornhuskers (Big 12 Conference) (2003)                         |                        |                |                  |                           |                  |            |       |       |
| 2003                                                                    | Nebraska               | 1-0            |                  |                           | G Alamo          | 18         | 18    | -     |
| Nebraska Cornhuskers (Big 12 Conference) (2008–2010)                    |                        |                |                  |                           |                  |            |       |       |
| 2008                                                                    | Nebraska               | 9-4            | 5-3              | 1er à égalité Div. Nord   | G Gator          | -          | -     | -     |
| 2009                                                                    | Nebraska               | 10-4           | 6-2              | 1er Div. Nord             | G Holiday        | 14e        | 14e   | -     |
| 2010                                                                    | Nebraska               | 10-4           | 6-2              | 1er à égalité Div. Nord   | P Holiday        | 19e        | 20e   | -     |
| Nebraska Cornhuskers (Big Ten Conference) (2011–2014)                   |                        |                |                  |                           |                  |            |       |       |
| 2011                                                                    | Nebraska               | 9-4            | 5-3              | 3e Div. Legends           | P Capital One    | 24e        | 24e   | -     |
| 2012                                                                    | Nebraska               | 10-4           | 7-1              | 1er Div. Legends          | P Capital One    | 23e        | 25e   | -     |
| 2013                                                                    | Nebraska               | 9-4            | 5-3              | 2e à égalité Div. Legends | G Gator\| \| 25e | -          | -     | -     |
| 2014                                                                    | Nebraska               | 9-3            | 5-3              | 2e ea Div. West           | P Holiday        | 23e        | 25e   | -     |
| Total Nebraska                                                          | Total Nebraska         | 67–27          | 39–17            |                           |                  |            |       |       |
| Youngstown State (en) (Missouri Valley Football Conference) (2015–2019) |                        |                |                  |                           |                  |            |       |       |
| 2015                                                                    | Youngstown State       | 5-6            | 3-5              | 6e à égalité              | -                | -          | -     | -     |
| 2016                                                                    | Youngstown State       | 12-4           | 6-2              | 3e                        | P Finale FCS     | -          | -     | -     |
| 2017                                                                    | Youngstown State       | 6-5            | 4-4              | 7e                        | -                | -          | -     | -     |
| 2018                                                                    | Youngstown State       | 4-7            | 3-5              | 6e à égalité              | -                | -          | -     | -     |
| 2019                                                                    | Youngstown State       | 6-6            | 2-6              | 8e                        | -                | -          | -     | -     |
| Total Youngstown State                                                  | Total Youngstown State | 33-28          | 18-22            |                           |                  |            |       |       |
| Total Carrière NCAA                                                     | Total Carrière NCAA    | 100-55         |                  |                           |                  |            |       |       |
| Légende                                                                 | 1. 2.                  | 1. 2.          | 1. 2.            | 1. 2.                     | 1. 2.            | 1. 2.      | 1. 2. | 1. 2. |
| Gagne le titre de Division de sa Conférence                             |                        |                |                  |                           |                  |            |       |       |
| Gagne le titre de Conférence                                            |                        |                |                  |                           |                  |            |       |       |
| Gagne la finale nationale (BCS ou CFP)                                  |                        |                |                  |                           |                  |            |       |       |

## Controverses

### Fuite d'un enregistrement audio
Après une défaite à domicile le 14 septembre 2013 contre les Bruins d'UCLA, et peu de temps après avoir répondu aux critiques émises en rapport à cette défaite par Tommie Frazier (ancien joueur de football de Nebraska), un enregistrement audio effectué deux ans auparavant fut divulguée de façon anonyme sur Deadspin (site internet consacré au sport) révélant des propos insultants de la part de Bo Pelini au sujet des supporters de Nebraska. L'enregistrement avait eu lieu en 2011, après la victoire sur l'équipe de Ohio State après une remontée au score des Cornhuskers. Pas mal de supporters de Nebraska avaient en effet quitté le stade lorsque le score était encore de 27 à 6 pour Ohio State en début de 3e quart-temps. Les Huskers remportent néanmoins le match 34 à 27.
Selon le site Deadspin, Pelini aurait déclaré :
« Our crowd. What a bunch of fucking fair-weather fucking—they can all kiss my ass out the fucking door. 'Cause the day is fucking coming now. We'll see what they can do when I'm fucking gone. I'm so fucking pissed off.

Notre foule (nos supporters). Quelle putain de bande de putain de supporters de la victoire, ils peuvent tous me baiser le cul derrière cette putain de porte. Parce que le jour ou ... putain ... est proche à venir maintenant. Nous verrons ce qu'ils feront quand putain je serai parti. Je suis putain tellement énervé. »
Peu de temps après que la bande ait été dévoilée, Pelini s'est excusé :

« I take full responsibility for these comments. They were spoken in a private room following the Ohio State game. I was venting following a series of emotional events which led to this moment. That being said, these comments are in no way indicative of my true feelings. I love it here in Nebraska and feel fortunate to be associated with such a great University and fan base. I again apologize to anyone whom I have offended.
J'assume l'entière responsabilité de ces commentaires. Ils ont été prononcés en privé après le match contre Ohio State. Je me suis emporté ayant été soumis à toute une série d'événements émotionnels ayant précédé ce moment-là. Cela étant dit, ces commentaires ne reflètent nullement mes vrais sentiments. J'aime être ici dans le Nebraska et je me sens chanceux d'être associé à une telle université et à de tels fans. Je présente à nouveau mes excuses à quiconque se serait senti offensé par mes propos,. »

À la suite de la diffusion de la bande audio, le chancelier Harvey Perlman de l'Université de Nebraska-Lincoln déclare que l'université réfléchissait à la bonne façon de répondre à cette affaire. Par la suite, l'université décidera de passer au-dessus de cet incident,. Tom Osborne, ancien entraîneur et directeur sportif de Nebraska, déclara qu'il avait entendu la bande en 2012 (soit environ un an avant qu'elle ne soit dévoilée au public) signalant qu'il en avait discuté avec Pelini. Il reconnut ne pas en avoir référé à Harvey Perlman,.
Certains observateurs et membres des médias pensaient que Pelini aurait des difficultés pour reconquérir le soutien de ses fans,. Pelini par contre pensait qu'il avait effectué jusque-là un assez bon travail que pour obtenir ne fût-ce qu'un pardon partiel de leur part. Il déclara se plaire à Nebraska et y avoir un grand soutien ce qui expliquait pourquoi il avait déjà refusé des offres d'emploi venant d'autres écoles.
Les réactions des médias sportifs à la suite de l'affaire de cet enregistrement audio ont varié, les uns appelant à virer Pelini, les autres expliquant que ce qu'il avait dit, d'autres entraîneurs par le passé l'avait également déclaré,.

### Mauvaise conduite sur le terrain
Le comportement de Pelini fut de nouveau remis en question en fin de saison régulière 2013 lors de la retransmission télévisée au niveau national du match perdu contre les Hawkeyes de l'Iowa. À la mi-temps, l'entraîneur s'emporte contre le journaliste Quint Kessenich d'ESPN on ABC lorsque celui-ci l'interroge sur deux turnovers (double interception) subis par ses joueurs, il lui répond juste : Quel genre de question est-ce là ?
Plus tard, en désaccord avec une décision prise sur le terrain, Pelini balance sa casquette à quelques pouces du visage de l'officiel, entrainant une pénalité de 15 yards pour conduite antisportive.
Pelini restera toujours aussi rebelle à la conférence de presse d'après match, se référant à son geste sanctionné, parlant de faute de merde de poulet (chicken shit) et déclarant, "S'ils veulent me virer, qu'il le fasse... je ne me excuse pas pour quelque chose que j'ai fait".
Pelini a néanmoins par la suite présenté ses excuses pour son comportement d'après match.

### Seconde fuite d'un enregistrement audio
Après son licenciement dun 30 novembre 2014, Pelini retrouve son ancienne équipe à la Lincoln North Star High School (en) le 2 décembre 2014. Un enregistrement audio de cette rencontre révèle que l'entraîneur attaque verbalement l'administration de l'université du Nebraska. À un certain moment, Pelini déclare :

Ce n'était pas une surprise pour moi. Ça ne l'était vraiment pas. Je n'ai jamais eu de bonne relation avec l'administrateur. Le gars - que vous avez vu dimanche - le gars est un total fils de p.... Je veux dire qu'il est, qu'il est un total c... (It wasn't a surprise to me. It really wasn't. I didn't really have any relationship with the AD. The guy — you guys saw him (Sunday) — the guy's a total p----. I mean, he is. He's a total c---.).

L'administration de l'université a ensuite effectué la déclaration suivante :

Si ces propos ont effectivement été prononcés par M. Pelini, nous en serions extrêmement déçus, mais cela ne ferait que réaffirmer la décision prise qu'il ne devait plus être le leader des jeunes hommes de Nebraska. Son usage habituel d'un langage inapproprié et ses attaques personnelles contre le professionnalisme des administrateurs sont contraires aux valeurs de notre université. Son comportement est conforme à un modèle de comportement non professionnel et irrespectueux que M. Pelini adresse aux fans passionnés de Nebraska, aux employés de l'université et, surtout, à nos étudiants-athlètes. Ce comportement n'est pas toléré au sein de l'Université du Nebraska et a été, parmi d'autres, un élément qui a compté lors de son licenciement. 
(If these comments were, indeed, spoken by Mr. Pelini, we are extremely disappointed, but it only reaffirms the decision that he should no longer be a leader of young men at Nebraska. His habitual use of inappropriate language, and his personal and professional attacks on administrators, are antithetical to the values of our university. His behavior is consistent with a pattern of unprofessional, disrespectful behavior directed by Mr. Pelini toward the passionate fans of Nebraska, employees of the university and, most concerning, our student-athletes. This behavior is not tolerated at the University of Nebraska and, among many other concerns, played a role in his dismissal.)

L'université d'État de Youngstown qui avait déjà engagé Pelini a déclaré :

"Les remarques de l'entraîneur Pelini qui ont été rapportées sont inappropriées et malheureuses. Nous en avons discuté avec lui. Nous sommes convaincus que l'entraîneur se conduira en conséquence à l'avenir. Nous ne commenterons plus cette question. (Coach Pelini's remarks as reported are inappropriate and unfortunate. We have discussed the report with Coach. We are confident that Coach will conduct himself accordingly moving forward. We will not be commenting any further on this issue.)".